# Li Ling (kogelstootster)
Li Ling, Chinees: 李玲, (Shenyang, 7 februari 1985) is een Chinese atlete, die gespecialiseerd is in het kogelstoten.

## Loopbaan
Haar eerste succes boekte Ling in 2004 met het winnen van de Aziatische jeugdkampioenschappen. Ze won de Aziatische kampioenschappen in 2005 en de Aziatische Spelen van 2006 in Doha. Op de wereldkampioenschappen atletiek 2007 in Osaka stootte ze met 19,38 m een persoonlijk record. Met een vierde plek miste ze hiermee op een haar na het podium.
In 2008 sneuvelde Li Ling bij de wereldkampioenschappen indooratletiek 2008 in Valencia in de kwalificatieronde met 17,76. Op de Olympische Spelen van 2008 in Peking werd ze veertiende. Op de Olympische Zomerspelen 2012 in Londen behaalde ze met 19,23 in de kwalificatieronde de finale. In de finale werd ze vierde met 19,63 m.
Haar hobby's zijn modeontwerpen, maken van kleding en surfen op internet.

## Titels
- Aziatische Spelen kampioene kogelstoten - 2006, 2010
- Aziatische Indoor Spelen kampioene kogelstoten - 2006
- Aziatisch kampioene kogelstoten - 2005
- Chinees kampioene kogelstoten - 2006
- Aziatisch jeugdkampioene kogelstoten - 2004

## Palmares

### kogelstoten
Kampioenschappen
- 2004:  Aziatische jeugdkamp. - 16,08 m
- 2005:  Chinese Spelen
- 2005:  Aziatische kamp. - 18,04 m
- 2005:  Aziatische Indoor Spelen - 18,20 m
- 2006: 5e Wereldbeker - 19,05 m
- 2006:  Chinese kamp.
- 2006:  Aziatische Spelen - 18,42 m
- 2007: 4e WK - 19,38 m
- 2008: 14e OS - 17,94 m
- 2010:  Aziatische Spelen - 19,94 m
- 2011: 6e WK - 19,71 m
- 2012:  OS - 19,63 m

Diamond League-podiumplekken
- 2011:  Shanghai Golden Grand Prix – 19,30 m